# فدراسیون فوتبال اتحاد قمر
فدراسیون فوتبال اتحاد قمر (انگلیسی: Comoros Football Federation) نهاد اداره‌کننده مسابقات فوتبال و فوتسال در کشور اتحاد قمر است.
این فدراسیون که در سال ۱۹۷۹ تأسیس شده عضو کنفدراسیون فوتبال آفریقا و فیفا نیز می‌باشد و مقر آن در شهر مورونی است.